# Łukasz Orbitowski

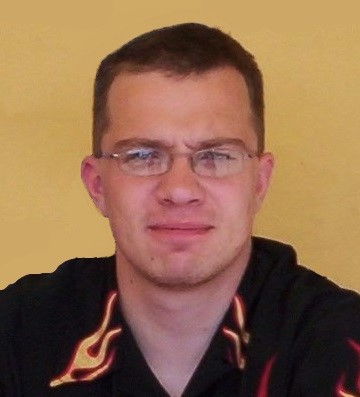
Łukasz Orbitowski podczas Polconu 2005

Łukasz Orbitowski (ur. 26 października 1977 w Krakowie) – polski pisarz. Początkowo specjalizował się głównie w literaturze grozy i fantastycznej, później autor beletrystyki. Laureat Paszportu „Polityki” i Nagrody Zajdla, nominowany do Nagrody Literackiej „Nike” oraz Nagrody Literackiej Gdynia.

## Życiorys
Urodził się w Krakowie jako syn malarza Janusza Orbitowskiego. W 2002 ukończył filozofię na Uniwersytecie Jagiellońskim.

### Kariera literacka
Debiutował w 1999 roku niskonakładowym tomikiem opowiadań Złe Wybrzeża. Jego debiutem w fantastyce było opowiadanie Diabeł na Jabol Hill, opublikowane w pierwszym numerze miesięcznika „Science Fiction” (2001). Publikował opowiadania w czasopismach, m.in.: „Science Fiction”, „Nowa Fantastyka”, „Sfera”, „Ubik”. Jego opowiadanie Władca Deszczu znalazło się w antologii PL+50 pod redakcją Jacka Dukaja. Duża część jego twórczości jest osadzona na Dolnym Śląsku, z tego część, w szczególności powieść Szczęśliwa ziemia (2013), w fikcyjnym mieście Rykusmyku.
12 stycznia 2016 otrzymał Paszport „Polityki” za powieść Inna dusza, za którą był nominowany także do Nagrody Literackiej „Nike” i Nagrody Literackiej Gdynia. W marcu tego samego roku rozpoczął prowadzenie programu Dezerterzy na antenie TVP Kultura.
Jako recenzent i felietonista współpracował m.in. z „Nową Fantastyką” (od 2001), „Przekrojem” (2006–2008, 2010–2013), „Lampą” (2006–2010; z Jarosławem Urbaniukiem współtworzył cykl „Urbi et Orbi”), „Mówią Wieki” (2007–2008) i „Gazetą Wyborczą” (od 2009). W maju 2022 został felietonistą serwisu Onet.pl. W marcu 2023 poinformował o zakończeniu współpracy z portalem z powodu nieopublikowania jednego z jego felietonów.

## Życie prywatne
Rozwiedziony, ma jednego syna. Mieszkał w Kopenhadze i Warszawie, obecnie mieszka w Krakowie.
Jest ateistą.

## Nagrody i wyróżnienia

### Nagrody
- 2017 – nagroda im. J. Zajdla za opowiadanie Wywiad z Borutą (wspólnie z Michałem Cetnarowskim)[13]
- 2016 – Paszport „Polityki” 2015 za powieść Inna dusza[2]
- 2013 – Nagroda Identyfikatory Pyrkonu w kategorii „Literatura i komiks”[14];
- 2007 – Krakowska Książka Miesiąca za Tracę ciepło
- 2019 – Nagroda Książka Roku portalu lubimyczytać.pl za Kult
- 2020 – Nagroda Literacka m. st. Warszawy za powieść Kult

### Wyróżnienia
- 2013 – Złote wyróżnienie Nagrody Żuławskiego za Widma[15]
- 2010 – Srebrne wyróżnienie Nagrody Żuławskiego za Święty Wrocław[15]
- 2008 – Złote wyróżnienie Nagrody Żuławskiego za Tracę ciepło[15]

### Nominacje
- 2016 – Nominacja do Nagrody Literackiej „Nike” za powieść Inna dusza
- 2013 – Nominacja do Paszportów Polityki w dziedzinie literatury[16]
- 2013 – Nominacja do nagrody im. J. Zajdla za powieść Szczęśliwa ziemia
- 2009 – Nominacja do nagrody im. J. Zajdla za powieść Święty Wrocław
- 2009 – Nominacja do nagrody im. J. Zajdla za opowiadanie Głowa węża
- 2007 – Nominacja do nagrody im. J. Zajdla za powieść Tracę ciepło

## Publikacje

### Książki
- Złe Wybrzeża – zbiór opowiadań, Związek Literatów Polskich 1999
- Szeroki, głęboki, wymalować wszystko – zbiór opowiadań, Ha!art 2001
- Wigilijne psy – zbiór opowiadań, Editio 2005
- Horror show, Ha!art 2006
- Tracę ciepło, Wydawnictwo Literackie 2007
- Pies i klecha, t. 1. Przeciwko wszystkim, Fabryka Słów 2007, wspólnie z Jarosławem Urbaniukiem
- Prezes i Kreska. Jak koty tłumaczą sobie świat, Powergraph 2008
- Pies i klecha, t. 2. Tancerz, Fabryka Słów 2008, wspólnie z Jarosławem Urbaniukiem
- Święty Wrocław, Wydawnictwo Literackie 2009
- Nadchodzi – zbiór opowiadań, Wydawnictwo Literackie 2010
- Widma, Wydawnictwo Literackie 2012[17]
- Ogień, Narodowe Centrum Kultury 2012
- Szczęśliwa ziemia, Wydawnictwo SQN 2013
- Rękopis znaleziony w gardle – zbiór opowiadań, BookRage 2014
- Zapiski Nosorożca. Moja podróż po drogach, bezdrożach i legendach Afryki, Wydawnictwo SQN 2014
- Inna dusza, Od Deski Do Deski 2015
- Rzeczy utracone, Zwierciadło 2017
- Exodus, Wydawnictwo SQN 2017
- Kult, Świat Książki 2019
- Chodź ze mną, Świat Książki 2022
- Inna dusza, Świat Książki 2022 (Nowe wydanie)
- Wróg, Świat Książki 2024

### Opowiadania
- Diabeł na Jabol Hill, „Science Fiction” 1/2001
- Tunel, „Nowa Fantastyka” 6/2001
- Ballada o Czerwonym Tomku, „Science Fiction” 9/2002
- Droga do modlichy, „Nowa Fantastyka” 11/2002
- Psy wigilijne, „Nowa Fantastyka” 5/2003
- Opowieść taksówkarska, „Science Fiction” 10/2003
- Angelus, „Science Fiction” 1/2004
- Pacześniak, „Nowa Fantastyka” 1/2004
- Rysunek Anioła, Fahrenheit 05/2004
- Objawienia, „Science Fiction” 9/2004
- Pan Śnieg i Pan Wiatr, „Nowa Fantastyka 12/2004
- Wielka ciemność, SFFiH 02/2005
- Lombard, „Science Fiction” 4/2005
- Zmierzch rycerzy światła, „Nowa Fantastyka” 4/2005
- Horror Show!, „Science Fiction” 6/2005
- Pies i klecha: Żertwa, SFFiH 2/2006
- Nie umieraj przede mną, „Nowa Fantastyka” 6/2006
- Święty Wrocław, SFFiH 11/2006
- Pies i klecha: Hipoteza śladu, SFFiH 07/2006
- Zatoka tęczy, SFFiH 06/2006
- Pies i klecha: Ogień i blask, SFFiH 13/2006
- Popiel Armeńczyk, „Nowa Fantastyka” 9/2007
- Pies i klecha: Głodomór, SFFiH 9/2007
- Równik, „Nowa Fantastyka” 7/2008
- Szklana skóra, „Playboy Polska” 11/2008
- Imp, „Fantastyka – wydanie specjalne” 02/2009
- Głowa węża, „Nowa Fantastyka” 10/2009
- Ludzie jak motyle, SFFiH 02/2010
- Stachu, Wizje alternatywne 5
- Władca Deszczu, PL +50. Historie przyszłości
- Noc Sobowtórów, Nowa Fantastyka 11/2010
- Koszmar w Providence (Jedenaście pazurów – zbór opowiadań Warszawa: SuperNowa 2010)
- Kanał (antologia Księga wojny, 2011)[18]
- Skóry (antologia Pożądanie, 2013)
- Kobra przegrywa w butelkę (projekt literacki O_KAZ. Literatura o Kazimierzu, 2016)
- Sfora (antologia "Inne światy", 2018)
- Opowieść pioruna (w antologii "Balladyna", 2019)[19]